# 358894 Demetrescu
358894 Demetrescu è un asteroide della fascia principale. Scoperto nel 2008, presenta un'orbita caratterizzata da un semiasse maggiore pari a 3,0630681 UA e da un'eccentricità di 0,0434434, inclinata di 10,26370° rispetto all'eclittica.
L'asteroide è dedicatoa Gheorghe Demetrescu (1885-1969), astronomo e matematico rumeno, direttore dell'Osservatorio di Bucharest e professore presso le Università di Bucharest e di Cluj-Napoca.